# La cala del francès
 La cala del francès  (Frenchman's Creek) és una pel·lícula estatunidenca dirigida per Mitchell Leisen, a partir de la novel·la de Daphne du Maurier, estrenada el 1944 i doblada al català.

## Argument
Durant la Restauració a Anglaterra, una dona anglesa de posició acomodada s'enamora d'un pirata francès ben plantat, culte i fins i tot filòsof. Aquest enamorament sobtat la porta a abandonar al seu marit per viure tot tipus d'aventures al costat de seu estimat.

## Repartiment
- Joan Fontaine: Dona St. Columb
- Arturo de Córdova: Jean Benoit Aubrey
- Basil Rathbone: Lord Rockingham
- Nigel Bruce: Lord Godolphin
- Cecil Kellaway: William
- Ralph Forbes: Harry St. Columb
- Moyna MacGill: Lady Godolphin
- Patricia Barker: Henrietta
- David James: James
- Harald Maresch: Edmond

## Premis
- Oscar a la millor direcció artística 1946 per Hans Dreier, Ernst Fegté i Sam Comer